# 세스 맥팔레인
세스 맥팔린(Seth MacFarlane, 1973년 10월 26일 ~ )은 미국의 배우, 성우, 애니메이터, 각본가, 영화 감독, 영화 제작자, 희극인, 가수이다.

## 참여 작품
- 헬보이 2: 골든 아미
- 미스터 이빨요정
- 19곰 테드
- 무비 43
- 밀리언 웨이즈
- 19곰 테드 2
- 씽 (2016년 영화)
- 로건 럭키